# Leliana
Leliana is een zeer zeldzame voornaam in Nederland. Het is een vernoeming naar de bloem/plant Lelie. De volledige naam staat echter aan de basis van de verengelste uit het Nederlands overgenomen naam Lelie-ann. Deze naam is door emigranten meegenomen.

## Naamdraagsters in de literatuur
- De naam Leliana komt al in 1668 voor in de titel van een boek De wonderlyke Vryagien en Rampzaalige, doch bly-eindige Trouw-gevallen van deze tijdt, tusschen Arantus en Rozemondt, Granadus en Cielinde, Coredon en Leliana, Fierandus en Leonora, Herkeles en Narsisa. Voorgevallen in het roemruchtigh Hollandt, herwaerts in weinigh jaeren

## Trivia
- De naam Lelie heeft aan de wieg gestaan van een merk van producten van petrochemische aard. De productenlijn heette 'Lily' en was met name bekend in het begin van de 20e eeuw. De voornaam van de echtgenote van de oprichter van het bedrijf dat later bekend zou worden als Sigma Coatings bv was Lelie. De vernoeming naar deze vrouw heeft dus een grote rol gespeeld in het industrieel verleden van Nederland. De sigma duidt overigens op de eerste letter van de achternaam van de directeur/eigenaar in het begin van de 20e eeuw Pieter Schoen jr.